# Кашо
Кашо или Кошо (блр. Кашо; рус. Кошо) језеро је у Гарадочком рејону Витепске области, на крајњем северу Републике Белорусије. Језеро се налази на око 4 километра северозападно од Гарадока.

## Карактеристике
Површина језера је 4,15 км² и има максималну ширину до 1,3 км. Максимална дужина је до 6 километара. Површина сливног подручја језера је 60,1 км².
Језерска депресија састављена је из 3 готово одвојена дела, западног који је најдубљи (17,1 метар), централног и источног (који је и најплићи). Просечна дубина је око 3,5 метра, максимално до 17,1 метара. Обале су благо издигнуте, просечно до 6 метара (местимично до 10 метара), а укупна дужина обалске линије је 21,7 километара.
На језеру се налазе два острва укупне површине 0,4 ха. Плићи делови су прекривени песком, а дубљи сапропелом. Језеро карактерише слаба проточност и висок степен еутрофикације.
Ширина полосы прибрежной растительности от 10 до 100 метров до глубины в 1,5 м, сильно зарастает восточный залив.

## Живи свет
Обале су обрасле трском и рогозом у ширинама од 10 до 100 метара, док подводна вегетација расте до дубина од 1,5 метра.
Најраширеније рибље врсте су смуђ, деверика, штука, јегуља и црвенперка.